# 헤라

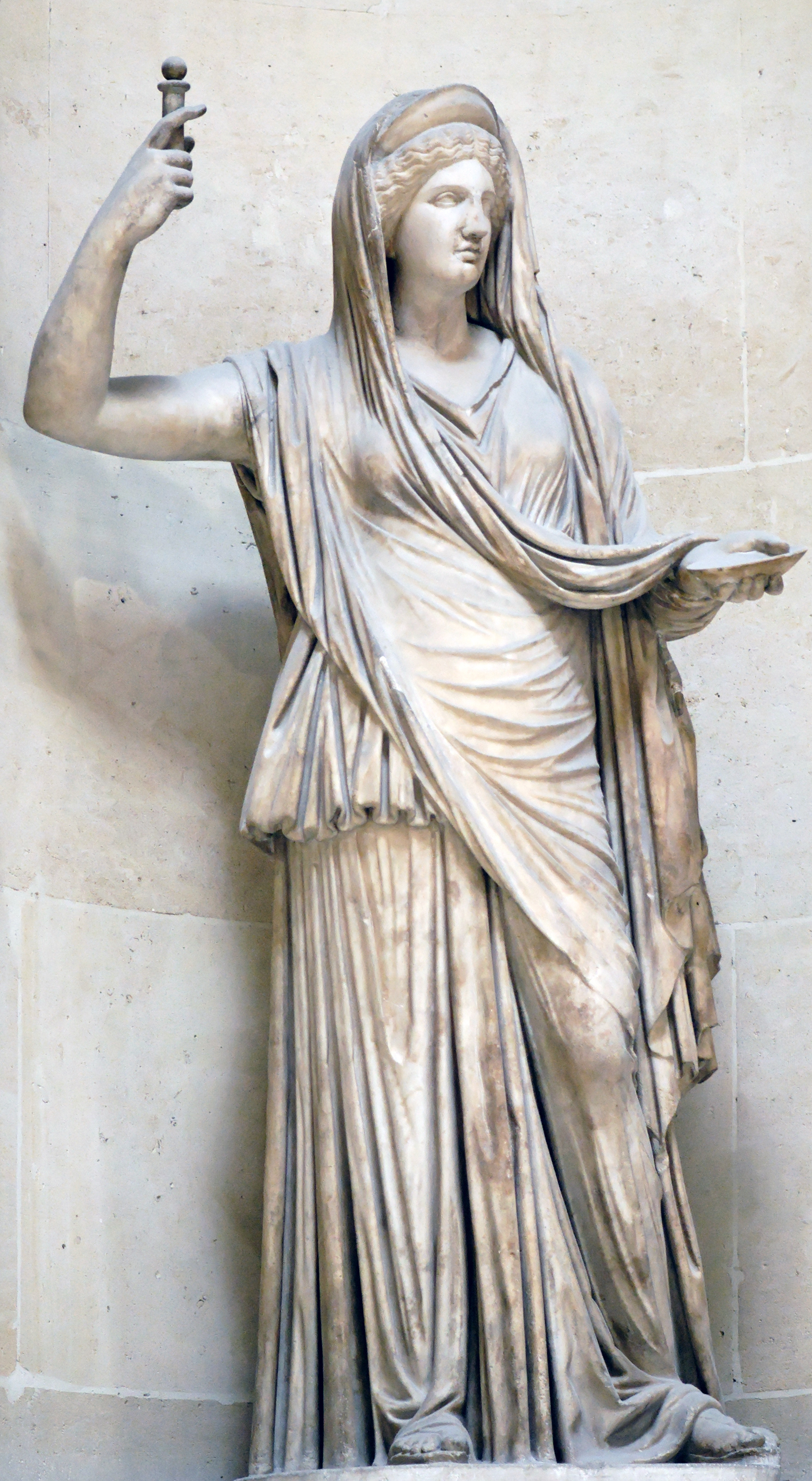
루브르 박물관에서 나온 헬레니즘 원본의 로마 복제품인 캄파나 헤라

헤라(그리스어: Ήρα, Hêra)는 그리스 신화에서 최고의 여신으로 주신 제우스의 아내이자 막내 누나이다. 결혼과 가정의 여신으로 숭배받았다. 로마 신화에서는 유피테르의 반려자인 유노에 해당된다.
헤라는 올림포스 신화가 자리잡기 전부터 모신(母神)으로 숭배받고 있었던 것으로 여겨진다. 다른 그리스 신화의 신들과 달리 헤라라는 이름의 어원은 그리스어나 인도유럽어에 속하지 않는 고대의 것으로 추정된다. 사모스 섬과 아르고스에는 기원전 8세기경에 지어진 헤라의 신전이 있다. 이는 그리스에서 가장 오래된 신전이다.
공작은 헤라를 상징한다. 헤라는 종종 공작이 끄는 수레에 타거나 손에 여성과 풍요의 상징인 석류나 양귀비 씨앗을 든 모습으로 묘사된다.

## 가족
헤라의 아버지는 크로노스이며 어머니는 레아이다. 헤라는 남편 제우스와의 사이에서 전쟁의 신 아레스, 청춘(젊음)의 여신 헤베, 출산의 여신 에일레이티이아를 낳았으며, 제우스가 여성과의 동침 없이 혼자서 지혜의 여신 아테나를 낳자 자신도 남성과의 동침 없이 대장장이의 신 헤파이스토스를 낳았다.
문제는 제우스와 헤라의 사이에서 태어난 자녀들보다 제우스가 바람을 피워서 낳은 자녀들이 훨씬 우수하다는 점이었다. 전쟁 신 아레스는 매양 아테나에게 당하고 살기만 하며, 청춘의 여신 헤베는 헤라클레스에게 제우스의 민며느리가 되는 방식으로 시집갔다. 반면, 아폴론과 아르테미스 남매와 디오니소스, 아프로디테는 올림포스 12신으로서 헤라와 대등한 위치에 있다. 특히 이 중에서 아프로디테는 헤라나 아테네보다도 더한 미모를 인정받았다. 더군다나 올림포스 12신 중 과반수가 제우스의 내연녀이거나 제우스가 바람을 피워서 낳은 자녀들로 구성되어 있다. 또한 헤라클레스는 전무후무한 역사로 후에 신이 되었으며, 페르세우스 역시 메두사를 처치하는 무훈을 세웠다. 하지만 페르세우스는 헤라가 도와준 적이 있다.

## 질투
그리스의 시인 호메로스는 헤라의 질투를 즐겨 다루었다. 제우스는 여러 인간 여인들이나 님프와 관계를 맺었고, 그 때마다 헤라는 남편의 애인들에게 복수를 했다. 헤라는 제우스와 그의 애인들 사이에 난 사생아들에게도 강한 증오심을 보였다. 디오니소스의 어머니 세멜레, 큰곰자리 전설의 칼리스토, 에우로페, 그리고 영웅 헤라클레스 등이 그 대표적인 예이다.

## 같이 보기
- 아우둠블라
- 파르바티
- 비블리오테케
- 로버트 그레이브스
- 헤시오도스
- 호메로스
- 가이우스 율리우스 히기누스
- 논노스
- 오비디우스
- 파우사니아스 (지리학자)
- 핀다로스
- https://www.quora.com/What-are-the-powers-of-Hera-the-Greek-goddess?no_redirect=1